# المحطة الحادية عشرة (مسلسل قصير)
المَحَطَّةُ الحَادِيَةَ عَشْرَةَ: مسلسل قصير قادم مبنيٌّ على رواية لها الاسم نفسُه للكاتبة إيميلي سانت جون مانديل. وهو من بطولة ماكنزي ديفيس وهيمش باتيل. من المقرر عرض المسلسل على إتش بي أو ماكس في 16 ديسمبر 2021.